# Problema lui Brocard
Problema lui Brocard este o problemă din matematică constând în întrebarea dacă există numere întregi, notate n și m, care pot satisface condiția:
{\displaystyle n!+1=m^{2},}
unde n! este factorialul numărului n.
Problema a fost descrisă de Henri Brocard în două articole publicate în anii 1876 și 1885, iar apoi independent în anul 1913 de către Srinivasa Ramanujan.

## Numere Brown
Denumirea de numere Brown face referire la o pereche de numere (notate n, m) care satisfac condiția problemei lui Brocard. În prezent, se cunosc doar trei astfel de perechi de numere:
(4,5), (5,11) și (7,71).
Paul Erdős a publicat o conjectură conform căreia nu există nicio altă soluție în afară de acestea pentru problema lui Brocard. Overholt (1993) a arătat faptul că există un număr finit de soluții, considerând că conjectura abc este adevărată. Berndt & Galway (2000) au realizat calcule pentru valori ale lui n până la  109 și nu au găsit alte soluții. Matson (2017) a extins căutările până la un trilion. Epstein & Glickman (2020) au extins căutările pentru soluții pănă la un cvadrilion, fără rezultate pozitive.

## Variante ale problemei
Dabrowski (1996) a generalizat rezultatele lui Overholt, arătând faptul că (având la bază conjectura abd):
{\displaystyle n!+A=k^{2}}
prezintă un număr finit de soluții, pentru orice număr întreg A.
Rezultatul a fost în continuare generalizat de către Luca (2002), arătând faptul că ecuața:
{\displaystyle n!=P(x)}
prezintă un număr finit de soluții întregi, pentru orice polinom P(x) de gradul cel puțin egal cu 2 și cu coeficienți întregi.